# Mat Jarvis
Mat P. Jarvis aka High Skies, este un artist de muzică electronică din Anglia, care a lansat un album, pe CD și multe alte piese la casa de discuri Em:t Records sub numele de Gas. Recent, Jarvis a lansat noi lucrări sub numele de "High Skies".

## Discografie

### Albume
- Gas 0095 (Em:t Records, 1995)
- Gas 0095 - remastered (Microscopics, 2007)
- Gas 2298 - unreleased

### Single-uri/EP-uri
- Particles (Time Records, 1992)
- Know Your World (Time Records, 1992)
- Sumatra EP (as High Skies) (Miso Records, 2003)
- Sounds of Earth EP (Microscopics, 2010)

### Apariții în compilații
- Em:t 0094 (tracks "Pixels", "Earthloop") (Em:t Records, 1994)
- Em:t 3394 (track "Microscopic") (Em:t Records, 1994)
- Highway & Landscape (track "Earthshake") (Distance Records, 1995)
- Em:t 2295 (track "Shockwaves") (Em:t Records, 1995)
- Emit 2000 (tracks "Microscopic", "Shockwaves") (Instinct, 1995)
- Emit Explorer (tracks "Experiments On Live Electricity", "Discovery") (Instinct, 1995)
- Em:t 2296 (track "Vapournaut") (Em:t Records, 1996)
- Em:t 1197 (track "Oxygen") (Em:t Records, 1997)
- Em:t Beat Exploration (track "Oxygen") (Instinct, 1997)
- 360° (track "Staars", as High Skies) (The Foundry, 2001)
- Ambient02 (track "Microscopic"), as 'Gas (Mat Jarvis)' (Ambient02, 2002)
- Em:t 0003 (track "Red Green Blue", as High Skies) (Em:t Records, 2003)
- Em:t 0004 (track "Burning Buildings", as High Skies) (Em:t Records, 2004)
- Fluidities (track "The Shipping Forecast", as High Skies) (The Foundry, 2004)

### Remix-uri
- Charles Webster - Remixed On The 24th July (track "Gift Of Freedom - High Skies remix) (Peacefrog Records)